# 흰목이

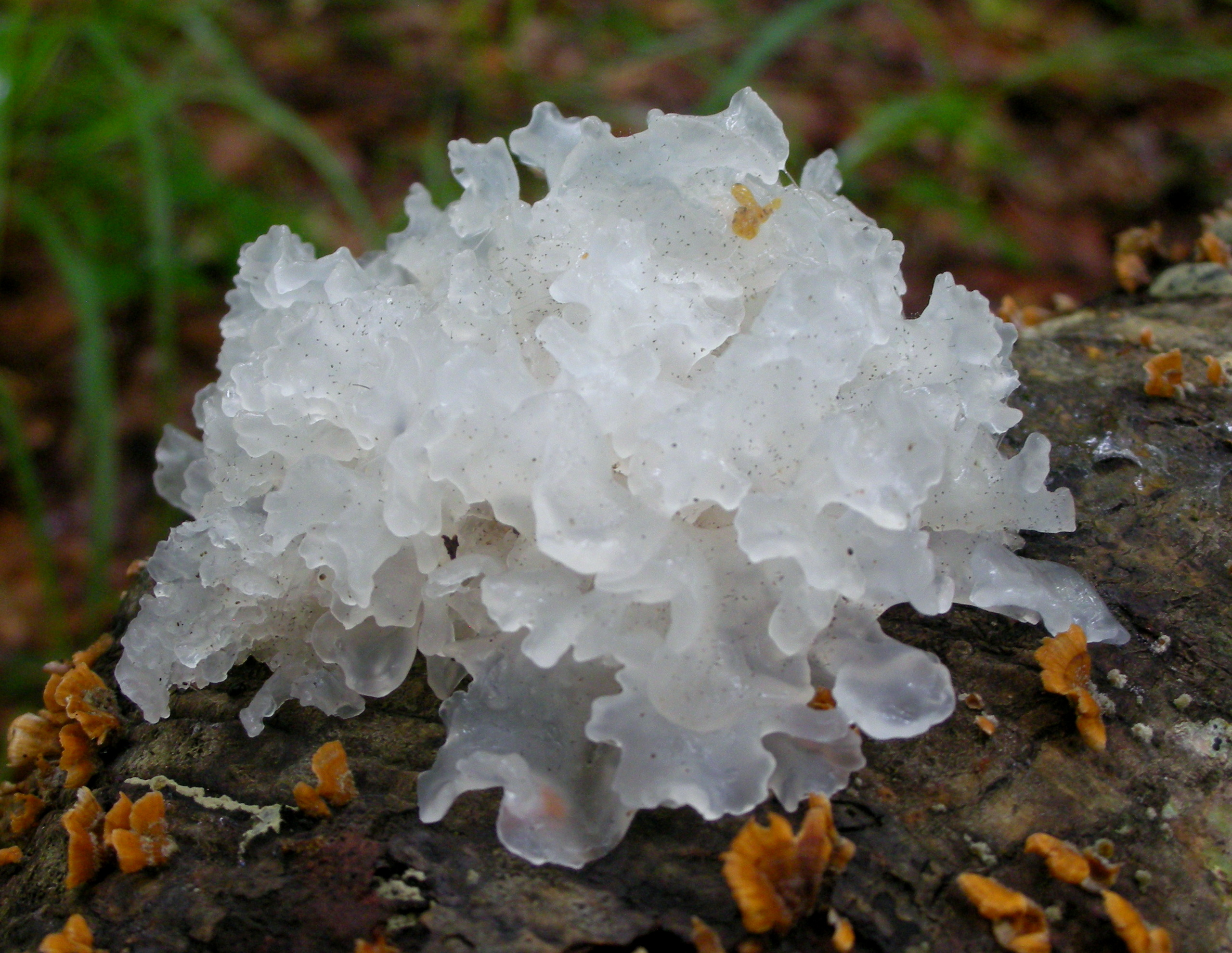

흰목이(－木耳)는 흰목이목에 속하며 학명은 Tremella fuciformis이다.
자실체는 한천질로서, 주름이 되어 갈라져 있거나 또는 귓불 모양·볏 모양을 이루고 있으며, 크기는 10 cm 정도이다. 건조되면 얇은 막 모양이 되지만 물을 흡수하면 부풀어오른다. 표면층 바로 밑에서 2핵 균사의 끝부분이 부풀어 올라 여기서 핵이 융합한다. 또한 다시 감수 분열에 의하여 세포로 격벽이 형성되어 병렬 4실 담자기가 이루어진다. 각 실 위쪽에는 작은 자루가 길게 뻗어나오고 한천질 표면에 담자 포자가 생긴다. 목이류나 흰목이류의 작은 자루는 굵고 길어서 담자기 상낭이라 불리기도 하지만, 실제로는 한천질밖에 담자 포자를 만들도록 적응된 것이다.